# 畿服
畿服是在周代和秦汉时期文献中描述的一种礼法制度。这种制度依据地理上的远近安排中心与周边地区的亲疏关系，同时也规定了周边对中心的义务。文献对畿服制度的描述大都遵循一种非常刻板的模式，它应该不完全是先秦的政治现实，也包含了学者理想化的成分。先秦文献中的畿服制度对后世中国各王朝在内外关系的处理上影响深远。

## 文献中的描述

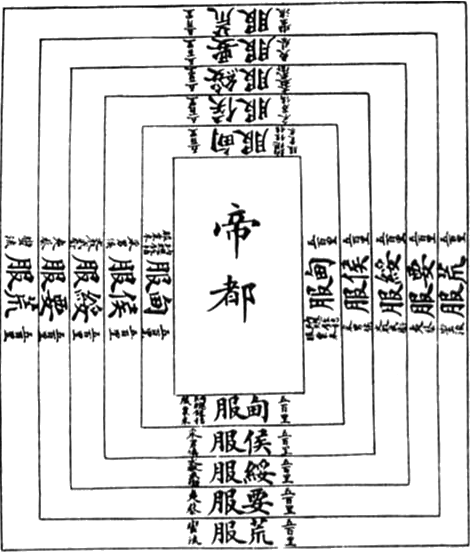
五服示意图
（清·《钦定书经图说》）

在《尚书·酒诰》中，周王追述了商朝人的内、外服制度：“越在外服，侯、甸、男，卫邦伯；越在内服，百僚、庶尹、惟亚、惟服、宗工越百姓里居”。也即商王在王都附近直属领地内通过一套职官系统来管理，而在更远的外围地区则通过「侯」、「甸」、「男」等行使守卫义务的邦伯（邦通方，即方伯）来管领。
《国语·周语》记载，周穆王时祭公谋父曾阐发过“五服”说：“先王之制，邦内甸服，邦外侯服，侯卫宾服，夷蛮要服，戎狄荒服。日祭、月祀、时享、岁贡、终王，先王之训也。”
《尚书·禹贡》包括了“九州”和“五服”两项内容：大禹划分天下为冀州、兖州、青州、徐州、扬州、荆州、豫州、梁州、雍州这九个州；同时也规定了从王都向四周每五百里为一“服”，即甸服、侯服、绥服、要服、荒服。
|  | 五百里甸服：百里赋纳总，二百里纳铚，三百里纳稭服，四百里粟，五百里米。 五百里侯服：百里采，二百里男邦，三百里诸侯。 五百里绥服：三百里揆文教，二百里奋武卫。 五百里要服：三百里夷，二百里蔡。 五百里荒服：三百里蛮，二百里流。 |

《周礼·夏官》的“职方氏”和“大司马”提出了类似的“九服”或“九畿”说：王畿方圆千里，从王畿向外每五百里为一“服”，共有侯服、甸服、男服、采服、卫服、蛮服、夷服、镇服、藩服。在《周礼·秋官·大行人》还论述了“六服一番”：
|  | 邦畿方千里，其外方五百里，谓之侯服，岁壹见，其贡祀物；又其外方五百里，谓之甸服，二岁壹见，其贡嫔物； 又其外方五百里，谓之男服，三岁壹见，其贡器物；又其外方五百里，谓之采服，四岁壹见，其贡服物； 又其外方五百里，谓之卫服，五岁壹见，其贡材物；又其外方五百里，谓之要服，六岁壹见，其贡货物； 九州之外，谓之番国，世壹见，各以其所贵宝为挚。 |

在这里，依照侯、甸、男、采、卫、要的顺序，既规定了每次的贡期分别为一年、两年、三年、四年、五年和六年，也规定了贡物分别为祀物、嬉物、器物、服物、财物和货物；而在九州之外的番国一世只需入贡一次。此外在《周礼·秋官》中还规定了大行人、小行人、司仪、行夫、环人、象胥、掌客、掌讶等官职来掌管宾礼，同时也规定了宾礼的细节。
葛剑雄对《尚书·禹贡》的“九州”和“五服”两说有这样的评价：“九州制只是当时的学者对未来统一国家的一种规划，反映了他们一种政治理想……五服制却是对过去的理想化”（“当时”指战国，“过去”指从战国看西周）。他还指出，五服制也反映了一个事实：“在生产力低下、运输相当困难的情况下，王（天子）对臣民的贡品的征收不得不随距离的远近而改变。”